# Trixagus grancanariae
Trixagus grancanariae là một loài bọ cánh cứng trong họ Throscidae. Loài này được Franz miêu tả khoa học năm 1982.